# 十字架 〜映画「学校の怪談 -呪いの言霊-」 Ver.〜
「十字架 〜映画「学校の怪談 -呪いの言霊-」 Ver.〜」（じゅうじか えいが がっこうのかいだん のろいのことだま ヴァージョン）は東京女子流の16枚目のシングル。2014年5月21日にavex traxから発売された。

## 概要
タイトル曲である「十字架 〜映画「学校の怪談 -呪いの言霊-」 Ver.〜」は2014年5月23日公開の日本のホラー映画『学校の怪談 呪いの言霊』の主題歌となっている。
Type-A (CD+DVD、AVCD-48990/B)、Type-B (CD+DVD、AVCD-48991/B)、Type-C (CDのみ、AVCD-48992)、Type-D (mu-mo・イベント会場限定盤、CDのみ、AVC1-48993)、の4形態がある。
Type-AからType-Cには東京女子流のメンバーが各々ソロで歌唱した日本のホラーアニメやホラー映画の主題歌のカヴァーが収録されている。

## 収録内容

### Type-A
CD
1. 十字架 〜映画「学校の怪談 -呪いの言霊-」 Ver.〜（=TGS39Movie） / 東京女子流
作詞：北村岳士 作曲：北村岳士・田上陽一 編曲：松井寛 ギターアレンジ：土方隆行
2. ひぐらしのなく頃に / 小西彩乃（東京女子流）
作詞：島みやえい子 作曲：中澤伴行 編曲：TATOO
  - 島みやえい子によるテレビアニメ『ひぐらしのなく頃に』主題歌のカヴァー
3. グロウアップ / 中江友梨（東京女子流）
作詞・作曲：たくや 編曲：TATOO
  - Hysteric Blueによるテレビアニメ『学校の怪談』オープニングテーマのカヴァー
4. 十字架 〜映画「学校の怪談 -呪いの言霊-」 Ver.〜 (Instrumental)

DVD
1. 十字架 〜映画「学校の怪談 -呪いの言霊-」 Ver.〜 （ミュージック・ビデオ）
ミュージック・ビデオ監督：星保行 (avex entertainment inc.)
2. メイキング映像

### Type-B
CD
1. 十字架 〜映画「学校の怪談 -呪いの言霊-」 Ver.〜 / 東京女子流
2. Raven / 山邊未夢（東京女子流）
作詞・作曲：D・A・I 編曲：TATOO
  - Do As Infinityによる映画『うずまき』主題歌のカヴァー
3. Sexy Sexy, / 新井ひとみ（東京女子流）
作詞：MASASHI・TAMA 作曲：MASASHI 編曲：TATOO
  - CASCADEによるテレビアニメ『学校の怪談』エンディングテーマのカヴァー
4. 十字架 〜映画「学校の怪談 -呪いの言霊-」 Ver.〜 (Instrumental)

DVD
1. おでかけムービー 〜栃木・那須編〜

### Type-C
CD
1. 十字架 〜映画「学校の怪談 -呪いの言霊-」 Ver.〜 / 東京女子流
2. feels like 'HEAVEN' / 庄司芽生（東京女子流）
作詞：TOMO 作曲：TOMO・大坪弘人 編曲：TATOO
  - HIIHによる映画『リング』主題歌のカヴァー
3. 十字架 -TATOO MIX-
Remix：TATO
4. 十字架 〜映画「学校の怪談 -呪いの言霊-」 Ver.〜 (Instrumental)

### Type-D
CD
1. 十字架 〜映画「学校の怪談 -呪いの言霊-」 Ver.〜 / 東京女子流
2. 十字架 -short ver.-
アルバム収録予定オリジナルver.先行音源
3. 十字架 〜映画「学校の怪談 -呪いの言霊-」 Ver.〜 (Instrumental)

## 初回仕様
映画『学校の怪談 –呪いの言霊-』絵柄ジャケット（Type-AからType-C）